# Kapanala
Kapanala war ein finnisches Flächenmaß. Es gehörte zu den Aussaatmaßen.
Der „Fassbereich“ (Tynnyrinala) oder die Aussaatfläche wurde mit einem Fass Getreide-Saatgut bestellt.
- 1 Kapanala = 154 Quadratmeter
- 32 Kapanala = 1 Tynnyrinala = etwa 0,49 Hektar = 4940 Quadratmeter (auch 4936)
- Jahr 1633: 1 Tynnyrinala = 13.263 Quadratellen
- bis 1688: 1 Tynnyrinala = 14.000 Quadratellen
- 1 Panninala = 16 Kapanala = 2464 Quadratmeter